# فیلیپه ویریزا
فیلیپه ویریزا (انگلیسی: Felipe Vaqueriza؛ زادهٔ ۲۳ ژانویهٔ ۱۹۷۵) بازیکن فوتبال اهل اسپانیا است.
از باشگاه‌هایی که در آن بازی کرده‌است می‌توان به باشگاه فوتبال رئال مادرید سی، باشگاه فوتبال رئال مورسیا، باشگاه فوتبال رئال مادرید کاستیا، و باشگاه خیمناستیک تاراگونا اشاره کرد.
وی همچنین در تیم‌های ملی فوتبال زیر ۱۶ سال اسپانیا، زیر ۱۷ سال اسپانیا، و زیر ۲۳ سال اسپانیا بازی کرده‌است.